# 芭芭拉·麦考利
芭芭拉·麦考利（英語：Barbara McAulay，1929年3月15日—2020年11月5日），澳大利亚女子跳水运动员。她曾代表澳大利亚参加1954年大英帝国和英联邦运动会跳水比赛，获得一枚金牌和一枚银牌。